# Svarttjärnen (Ramsele socken, Ångermanland, 704548-152112)
Svarttjärnen är en sjö i Sollefteå kommun i Ångermanland och ingår i Ångermanälvens huvudavrinningsområde.